# Grosotto
Grosotto là một đô thị ở tỉnh Sondrio trong vùng Lombardia của Italia, có vị trí khoảng 120 km về phía đông bắc của Milano và khoảng 35 km về phía đông bắc của Sondrio, ở biên giới với Thụy Sĩ. Tại thời điểm ngày 31 tháng 12 năm 2004, đô thị này có dân số 1.650 người và diện tích là 53 km².
Grosotto giáp các đô thị: Brusio (Thụy Sĩ), Grosio, Mazzo di Valtellina, Monno, Poschiavo (Thụy Sĩ), Vervio.